# Abilene (Texas)
Abilene és una població dels Estats Units a l'estat de Texas. Segons el cens del 2000 tenia 115.930 habitants, 41.570 habitatges, i 28.101 famílies.

## Demografia
La densitat de població era de 425,8 habitants per km².
Dels 41.570 habitatges en un 34,2% hi vivien nens de menys de 18 anys, en un 52% hi vivien parelles casades, en un 11,9% dones solteres, i en un 32,4% no eren unitats familiars. En el 26,6% dels habitatges hi vivien persones soles el 9,8% de les quals corresponia a persones de 65 anys o més que vivien soles. El nombre mitjà de persones vivint en cada habitatge era de 2,53 i el nombre mitjà de persones que vivien en cada família era de 3,07.
Per edats la població es repartia de la següent manera: un 25,6% tenia menys de 18 anys, un 15,3% entre 18 i 24, un 28,9% entre 25 i 44, un 18,2% de 45 a 60 i un 12% 65 anys o més.
L'edat mediana era de 31 anys. Per cada 100 dones de 18 o més anys hi havia 101,1 homes.
La renda mediana per habitatge era de 33.007$ i la renda mediana per família de 40.028$. Els homes tenien una renda mediana de 28.078$ mentre que les dones 20.918$. La renda per capita de la població era de 16.577$. Aproximadament el 10,9% de les famílies i el 15,4% de la població estaven per davall del llindar de pobresa.

## Poblacions més properes
El següent diagrama mostra les poblacions més properes.